# Dolichopus breviusculus
Dolichopus breviusculus är en tvåvingeart som beskrevs av Friedrich Hermann Loew 1871. Dolichopus breviusculus ingår i släktet Dolichopus och familjen styltflugor. Inga underarter finns listade i Catalogue of Life.